# Scelorchilus albicollis
Tapaculo, tapaculo gorgiblanco, sau tapacola comună, ((Scelorchilus albicollis) este o specie de pasăre paseriforme, una dintre cele doi care alcătuiesc genul Scelorchilus, din familia Rhinocryptidae. Este distribuit endemic în centrul Chile. 

## Distribuție și habitat
Acesta este distribuit în nordul și centrul din Chile, din Atacama până la Curico.
Este o pasăre în mare parte terestră, care trăiesc în valea centrală a țării Chile, cordillera de la Costa și Anzi, de la nivelul mării până la altitudinea de 1700 de metri deasupra nivelului mării. Este mai puțin frecvent în zonele cu floră mai densă, cea mai mare parte sub 1000 m.

## Descriere
Lungimea sa cariază între 18/19 cm. Pe partea dorsală este brun cu nuanțe de roșu. Sprânceana este alb-crem, aidoma părții ventrale, cu dungi negre transversale.

## Comportamentul
Merge, deobicei, împreună cu turca Pteroptochos megapodius, dar rămâne cu mult mai mult sub acoperire și deci, este mai greu de văzut, uneori, zboară rapid de la un petic de vegetație la altul, coada lunga este ridicată perpendicular cu solul. În fața unui posibil pericol, scapă fugind, mai degrabă decât zburând. Își marchează teritoriul cu puternice și distinctive sunete vocale.

### Alimentație
Sapă pământul cu puternicile lui picioare negre, în căutarea hrănii: insecte, arahnide, și moluște, complementat de șopârle mici.

### Reproducerea
Se reproduce în septembrie sau octombrie. Construiește peșteri pe stânci, și în interiorul său pune 2 sau 3 ouă albe, de 27 mm și 22 mm de diametru.

### Vocalizare
Cântul ei e onomatopeic “tá-pa, tá-pa-cu-lo, tá-pa-cu-lo, tá-pa-cu, tá-pá-cu, tá-cu, tá-cu”. Sau “jua-pu, jua-pu, jua-pu...” ori “pu-pu-pu-pu-pu-pah”.

## Sistematică

### Descriere originală
Această specie a fost inițial descris de ornitologul German Friedrich Heinrich von Kittlitz în anul 1830, sub numele științific : Pteroptochos albicollis. Localitate de tip este: "Valparaiso, Chile".

### Subspecii și distribuție
În conformitate cu clasificarea de la Congresul Ornitologice Internațional (IOC) (Versiunea 6.3, 2016) și Clements lista de Verificare v. 2015, sunt recunoscute 2 subspecii, cu ale lor corespunzătoare distribuție geografică:
- (Scelorchilus albicollis atacamae Hellmayr, 1924 - locuiește în partea de nord a Chile, în quebrada de Paposo în partea de sud-vest de Provincia Antofagasta, în Regiunea Antofagasta, și la sud de Regiunea Atacama până la provincia Elqui în Regiunea Coquimbo.
- (Scelorchilus albicollis albicollis (Kittlitz, 1830) - Locuiește în centrul Chile, de la sud de Coquimbo, până la Curico, în Regiunea Maule.